# Højslev Sogn
Højslev Sogn er et sogn i Skive Provsti (Viborg Stift).
I 1800-tallet var Dommerby Sogn og Lundø Sogn annekser til Højslev Sogn. Alle 3 sogne hørte til Fjends Herred i Viborg Amt. Højslev-Dommerby-Lundø sognekommune blev ved kommunalreformen i 1970 indlemmet i Skive Kommune.
I Højslev Sogn ligger Højslev Kirke og hovedgården Stårup Hovedgård.
I sognet findes følgende autoriserede stednavne:
- Degnsgårde (bebyggelse, ejerlav)
- Halskov (bebyggelse, ejerlav)
- Halskov Gårde (bebyggelse)
- Højslev (bebyggelse, ejerlav)
- Højslev Stationsby (bebyggelse)
- Langvad Å (vandareal)
- Majgårde (bebyggelse, ejerlav)
- Pøthuse (bebyggelse)
- Ramsdal (bebyggelse)
- Sejstrup (bebyggelse, ejerlav)
- Skovgårde (bebyggelse, ejerlav)
- Skovhuse (bebyggelse)
- Stårup (bebyggelse, ejerlav)
- Svenstrup (bebyggelse, ejerlav)
- Tastum Sø (areal, ejerlav)
- Vinkel (bebyggelse, ejerlav)
- Vinkel Overmark (bebyggelse)
- Vinkelplet (bebyggelse)
- Østerris (bebyggelse, ejerlav)